# Буферна ємність природних вод
Бу́ферна є́мність приро́дних вод — здатність природних вод відновлювати оптимальні для них значення pH при збуреннях, викликаних антропогенними або природними причинами.
Буферність або буферизація — це здатність води реагувати на зміни її хімічного складу (в основному під впливом зовнішніх чинників) без стрибків pH. Ще цю особливість води називають здатністю «протистояти» зовнішнім діям.

Між загальною жорсткістю води і буферизацією існує певний зв'язок.

Загальна жорсткість — це переважно продукт іонів кальцію і магнію, а буферизація забезпечується іонами бікарбонату (гідрокарбонату) і карбонату (іонами вуглекислої солі).
Буферна ємність екосистеми — здатність екосистеми протистояти забрудненню; кількість забрудника, яку екосистема може поглинути без помітних негативних наслідків для неї. Це поняття іноді використовують при оцінці окремих компонентів ландшафтів, зокрема буферність ґрунту — його здатність зберігати кислотну реакцію (pH), особливо у зв'язку з кислотними дощами. Буферна ємність природних вод — здатність води до самоочищення від антропогенних забрудників тощо.
Природні води і ґрунти мають буферні можливості, вони здатні нейтралізувати певну частину кислоти і зберегти середовище, проте ці здібності не безмежні.
Завдяки наявності буферної ємності, визначуваної вуглекислотною рівновагою, величина pH води не зазнає помітних змін до тих пір, поки ця ємність не буде вичерпана.
У зв'язку з тим, що природна вода є буферною системою, що містить іони НСО3 — у присутності малодисоційованої Н2СО3, pH її при коагуляції міняється у невеликих межах
На буферну ємність води впливають також розчинні борати, силікати, фосфати і у меншій мірі органічні аміни, аміак тощо. Прісні води на відміну від морських, де pH відносно стабільний (7,5-8,5), характеризуються нестійкою реакцією середовища, і, отже, прісноводі риби більше пристосовані до коливань pH, ніж морські. Це пов'язано з різноманітними чинниками: характером ґрунтів ложа і водозбірної площі, фотосинтезом водних рослин, вмістом органічних речовин, а також надходженням у водойми різних забруднень.
При дуже високій замкнутості біосферного кругообігу вуглецю і величезній буферній ємності біосфери й океану по зв'язуванню атмосферного надлишку СО2, збільшення концентрації вуглекислого газу не повинне призводити до порушення рівноваги. Більше того, можна було б очікувати поліпшення вуглецевого живлення рослин і підвищення їхньоъ продуктивності. Але насправді вміст СО2 в атмосфері упродовж останніх десятиліть неухильно збільшується. Отже, буферні системи біосфери і океану не справляються з регулюванням рівноваги потоків СО2. Це можна пояснити зниженням асиміляційного потенціалу земної флори (в основному через швидке скорочення площі лісів) і значним забрудненням суші і поверхні океану. Здатність буферних систем підтримувати постійне значення pH не є безмежною, вона обмежена. Ця межа характеризується буферною місткістю (b). Вона дорівнює числу молів сильної кислоти або сильного лугу, яку слід додати до 1 літра буферного розчину, щоб змінити його pH на одиницю:
b = A/ (pH1 — pH2)
де А — число молів сильної кислоти (лугу)

pH1 — рН2 — зміна pH буферної системи при додаванні кислоти (лугу).
Таким чином, буферна місткість є мірою буферної дії і залежить від концентрації і співвідношення компонентів системи.

## Ресурси Інтернету
- Дедю И.И. Экологический энциклопедический словарь. — Кишинев, 1989 [Архівовано 24 жовтня 2016 у Wayback Machine.]
- Словарь ботанических терминов / Под общ. ред. И.А. Дудки. — Киев, Наук. Думка, 1984 [Архівовано 31 жовтня 2016 у Wayback Machine.]
- Англо-русский биологический словарь (online версия) [Архівовано 6 листопада 2016 у Wayback Machine.]
- Англо-русский научный словарь (online версия) [Архівовано 21 жовтня 2016 у Wayback Machine.]